# Килл (военачальник)
Килл (др.-греч. Κίλλης) — военачальник IV века до н. э. Античные источники называют Килла македонянином, стратегом и другом Птолемея, который проиграл Деметрию Полиоркету битву при Миунте.
После поражения в 312 или 311 году до н. э. при Газе Деметрий Полиоркет отступил из Сирии и набрал в Киликии новое войско. При известии о новом походе Деметрия Птолемей отправил ему навстречу войско под командованием Килла. Киллу было поручено либо изгнать Деметрия из Сирии, либо отрезать ему пути отступления и впоследствии уничтожить.
Деметрий от своих лазутчиков узнал, что Килл встал лагерем в Миунте (месторасположение неизвестно), не выставив должной охраны. Тогда он совершил форсированный марш и неожиданно напал на Килла утром. Таким образом, Килл вместе с войском без боя попал в плен.
Согласно Плутарху, Деметрий щедро одарил Килла и отпустил обратно к Птолемею, тем самым повторив его действия после битвы при Газе.